# Merionoeda micans
Merionoeda micans är en skalbaggsart som beskrevs av Holzschuh 2008. Merionoeda micans ingår i släktet Merionoeda och familjen långhorningar.
Artens utbredningsområde är Laos. Inga underarter finns listade i Catalogue of Life.